# Eskil Carlsson
Eskil Carlsson – szwedzki żużlowiec.
Dwukrotny srebrny medalista indywidualnych mistrzostw Szwecji (Sztokholm 1948, Sztokholm 1950). Czterokrotny medalista drużynowych mistrzostw Szwecji: trzykrotnie srebrny (1948, 1949, 1954) oraz brązowy (1950).
Reprezentant Szwecji na arenie międzynarodowej. Uczestnik eliminacji indywidualnych mistrzostw świata (Linköping 1952 – XIV miejsce w finale szwedzkim).
W lidze szwedzkiej reprezentant klubów: SMK Sztokholm (1948–1949) oraz Monarkerna Sztokholm (1950–1954).